# Trabalho desnecessário

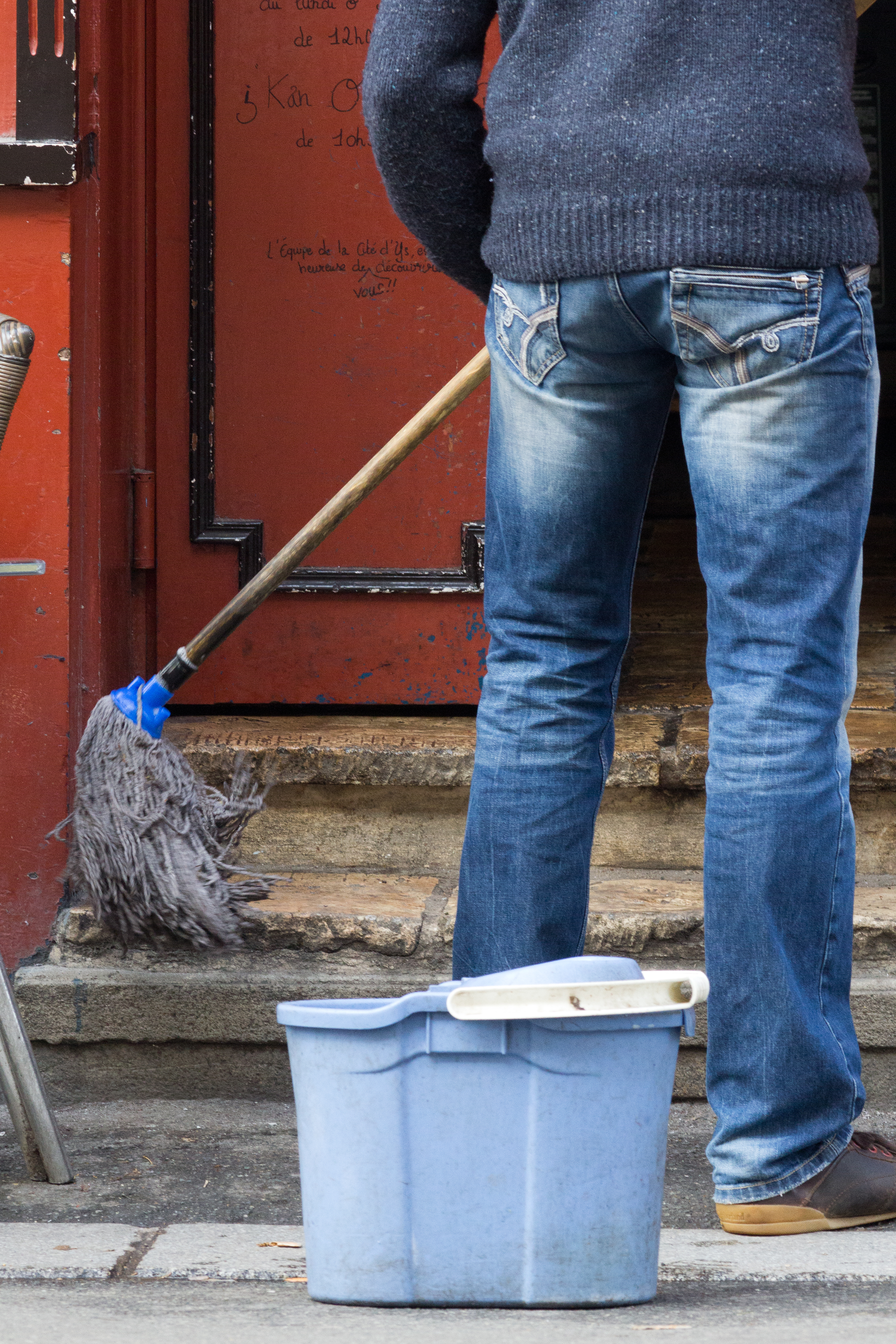
Tarefas como passar uma esfregona numa área externa podem ser trabalho desnecessário.

Trabalho desnecessário (em inglês: busy work, make-work ou busywork) é uma atividade realizada para passar o tempo e manter ocupado-se, mas que em si tem pouco ou nenhum valor real. O trabalho desnecessário ocorre em ambientes empresariais, militares e outros, em situações em que as pessoas podem ser obrigadas a estar presentes, mas podem não ter oportunidades, habilidades ou necessidade de fazer algo mais produtivo. As pessoas podem  envolver-se em trabalhos rotineiros para manter uma aparência de atividade, a fim de evitar críticas de inatividade ou preguiça.

## Educação e ambientes de trabalho

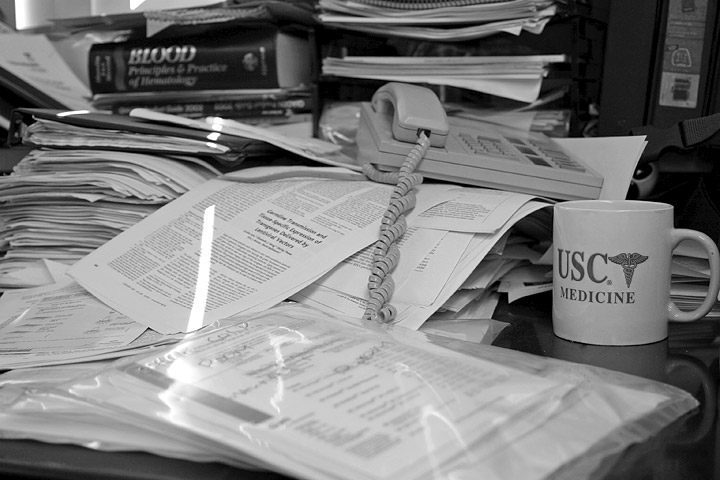
O processamento constante de papelada pode ser uma forma de trabalho repetitivo, principalmente em situações em que é uma prioridade menor em comparação com outras tarefas.

Em ambientes empresariais e de trabalho, as pessoas podem se envolver em trabalho ocupado para manter uma aparência de atividade para proteger o seu status de emprego (para evitar ser demitidas ou sofrerem sanções).
Os trabalhadores acreditam que é mais importante manter uma aparência constante de trabalho urgente para que eles e outros acreditem que o que está a ser feito é importante. A urgência constante nos trabalhadores pode levar à distribuição desproporcional do trabalho real, pois os trabalhadores podem adiar trabalhos importantes ao tentar concluir tarefas menos importantes previamente designadas. Manter níveis muito altos de ocupação constante pode, na verdade, ser prejudicial às operações de uma empresa ou organização na qual novas tarefas não são realizadas em tempo hábil porque os trabalhadores estão sempre muito ocupados.  Isto também pode levar os trabalhadores a tomarem atalhos para realizar tarefas mais rapidamente, o que pode afetar negativamente a qualidade dos resultados do trabalho.
O trabalho desnecessário também pode ser contraproducente em ambientes de trabalho porque pode não estar alinhado com os objetivos e prioridades gerais dos planos de uma organização para atingir e manter o sucesso nos seus empreendimentos. A suposição de que a atividade no local de trabalho é mais importante do que a produtividade no local de trabalho pode levar os funcionários a pensar que a quantidade de trabalho é melhor do que a qualidade do trabalho, o que não é produtivo para o funcionamento geral de uma empresa.